# Geisa
Geisa är en stad i Wartburgkreis i Thüringen i Tyskland i Rhönbergen, 26 kilometer nordöst om Fulda. Den har stadsrättigheter sedan före 1350.
Staden ingår i förvaltningsgemenskapen Geisa tillsammans med kommunerna Buttlar, Gerstengrund och Schleid.